# Clemens Schrader
Clemens Schrader SJ (* 22. Dezember 1820 in Itzum bei Hildesheim; † 23. Februar 1875 in Poitiers) war ein deutscher Theologe und war als Konsultor an der Vorbereitung des Ersten Vatikanischen Konzils beteiligt.

## Leben
Clemens Schrader besuchte das Gymnasium Josephinum Hildesheim und studierte von 1840 bis 1848 am Collegium Romanum (Gregoriana) u. a. bei Giovanni Perrone und Carlo Passaglia. Er trat 1848 in England in den Jesuitenorden ein und lehrte an der Gregoriana ab 1850 die Heilige Schrift und Dogmatik. Ab 1857 war er Professor für Dogmatik an der Universität Wien und nahm als Konsultor an der Vorbereitung des I. Vatikanums teil. 1870 enthob ihn die österreichische Regierung wegen seiner Ablehnung der neuen liberalen Staatsverfassung von 1867 des Amtes. Darauf lehrte er wieder am Collegium Romanum Exegese und ab 1872 am Priesterseminar Poitiers Dogmatik.
Er bereitete das Dogma über die Unbefleckte Empfängnis Mariä 1854 und das Unfehlbarkeitsdogma von 1870 mit vor. Auch gehörte er zu den Inspiratoren des Syllabus errorum von 1864.

## Nachwirkung
Kardinal Walter Kasper promovierte 1961 über die Lehre von der Tradition in der Römischen Schule, zu der Schrader zählt.

## Werke
- Dionysii Petavii S. J. opus de theologicis dogmatibus, ed. Carlo Passaglia und Clemens Schrader, Bd. 1, Rom 1857
- De Unitate Romana, 2 Bände, Freiburg Wien 1862–66
- De triplici ordine naturali, praeternaturali et supernaturali, Wien 1864, Poitiers 1878 (2. Auflage)
- Die Theologische Schule oder die Scholastik, Wien 1866
- De theologia generatim, Poitiers 1874
- De theologico testium fonte deque edito fidei testimonio seu traditione, Paris 1878.